# Давор Сламніг
Давор Сламніг (хорв. Davor Slamnig; нар. 13 березня 1956, Загреб, СФРЮ, нині Хорватія) — хорватський письменник і музикант.

## Біографія
Народився у Загребі в 1956 році. Здобував освіту в Загребі (філософський факультет Загребського університету), Блумінґтоні та Чикаго.
Давор Сламніг належить до покоління інтермедійного збагачення хорватської культури. Він був гітаристом рок-гурту, написав деякі з найпопулярніших хорватських рок-балад («Фріда»), є незалежним митцем, що останніми роками займається ринковими комунікаціями.

## Літературна творчість: доробок і оцінки
Давор Сламніг — автор доволі компактного, але високо оціненого літературного доробку: двох збірок оповідань, написаних на початку 1980-х років — «Чудовисько» (хорв. «Čudovište», 1980) і «Кверц та Опш» (хорв. «Qwertzu i Opš», 1983), а також роману «Тепле повітря» (хорв. «Topli zrak», 2002) і збірки оповідань «Картоплині родичі» (Krumpirova rodbina, 2005).
Ось як відомий хорватський літературознавець Влахо Богішич характеризує місце і дії Давора Сламінга в сучасному літературному процесі Хорватії:
|  | Його (Давора Сламінга) перші короткі оповідання були зустрінуті як важлива наративна інновація не лише через використання досвіду коміксів та мультфільмів і міську інфантильність свого часу, але й завдяки вправності оповідача, його вмінню будувати діалог і плавно переходити від легковажного і тривіального до головної думки твору. Довгий п'ятнадцятирічний період, який він, за власним визнанням, присвятив праці над наступною книжкою знову нагадує про зрілість та завершеність «Чудовиська», в якому присутнє тверезе заперечення класики, після чого кожне нове оповідання читається з урахуванням переконливої дистанції, право на яку письменник віддавна виборов. |

Давор Сламніг є лауреатом престижної хорватської літературної премії Ранко Маринковича, його також нагороджували провідні хорватські друковані ЗМІ — перший приз (2002 за «Topli zrak») газети «Jutarnji list», приз (2006 за «Kak smo postali Dalmatinci») і другий приз (2004, за «Teletabisi») газети «Večernji list».